# Anáfase
A anáfase ou anafase é uma fase da mitose  que sucede a metafase e antecede a telófase, durante a qual os cromatídeos que constituíam os cromossomos e se encontravam alinhados na placa equatorial, se separam devido à divisão do centrómero e migram para os polos do fuso acromático (metacinese).
A quebra do centrómero deve-se à acção da enzima separase que se torna activa após a degradação da securina por ubiquitinação, que dissocia as coesinas que mantinham os cromatídeos unidos.